# Donald W. Stauffer
Donald Wesley Stauffer (Canton (Ohio), 30 juli 1919 – Birmingham (Alabama), 17 november 2011) was een Amerikaans componist, muziekpedagoog, dirigent, contrabassist en tubaïst.

## Levensloop
Stauffer studeerde aan de befaamde Eastman School of Music en behaalde in 1941 zijn Bachelor of Music en in 1942 zijn Master of Music. In 1942 ging hij naar de United States Navy Band als contrabassist en tubaïst. In 1954 promoveerde hij aan de Catholic University of America in Washington D.C. tot Ph.D. (Philosophiæ Doctor). Het was de eerste Ph.D. in muziek, die aan een universiteit in Washington D.C. bereikt werd. 
In 1956 werd hij bevorderd tot Warrant Officer en werd dirigent van de New York Naval Base Band. Van 1958 tot 1960 was hij hoofd van het academische onderwijs aan de United States Naval School of Music in Washington D.C.. In 1960 ging hij opnieuw naar de United States Navy Band en werd haar derde dirigent tot 1964. Vanaf 1966 was hij tweede dirigent. Op 30 december 1968 werd hij bevorderd tot chef-dirigent van de United States Navy Band. In deze functie bleef hij tot hij in 1973 met pensioen ging. 
Aansluitend was hij bezig als muziekpedagoog aan het Birmingham Southern College in Birmingham (Alabama), aan de Samford Universiteit in Birmingham (Alabama) en sinds 1981 als directeur van de harmonieorkesten van de Altamont School in Birmingham (Alabama). 
Stauffer is lid van de American Bandmaster's Association, de Phi Mu Alpha Sinfonia Fraternity, de National Bandmasters Association, de American Society of Composers and Publishers (ASCAP), het American Institute of Physics en de Acoustical Society of America. 
Als componist schreef hij een aantal werken voor harmonieorkest. Donald W. Stauffer overleed in 2011 op 92-jarige leeftijd.

## Composities

### Werken voor harmonieorkest
- 1963 Fugue n' Swing
- 1970 Eine kleine deutsche Suite
- Adaptations of Classics
- Canine Capers
- Ch'Chamba
- Chiki Chihuahua
- Deliberations Ballet Suite
- Dorian Symphonetta, op. 20
- Fringe on a Binge
- Prelude, Choral and Fugue on a German Choral
- Short-Zadi
- The Optimist, mars
- The Youffer
- U.S.S Kennedy March

### Kamermuziek
- Sebastian, the St. Bernard, voor eufonium en tuba kwartet

## Publicaties
- Donald W. Stauffer: Intonation Deficiencies of Wind Instruments, Stauffer Press (July 20, 1989), 191 p., ISBN 1929263015
- Donald W. Stauffer: Piano Tuning for Musicians and Teachers, Stauffer Press (December 29, 1989), 135 p., ISBN 1929263031
- Donald W. Stauffer: Treatise on the tuba, Stauffer Press, 1989, ISBN 1-929263-00-7
- Donald W. Stauffer: John Philip Sousa: American Phenomenon by Paul E. Bierley; John Philip Sousa: A Descriptive Catalog of His Works by Paul E. Bierley, in: Journal of Research in Music Education, Vol. 23, No. 2 (Summer, 1975), pp. 155-156
- Donald W. Stauffer: Idea Bank, in: Music Educators Journal, Vol. 92, No. 1 (Sep., 2005), pp. 21-22
- Donald W. Stauffer: Physical Performance, Selection, and training of Wind instrument players, in: Annals of the New York Academy of Sciences 155 (1), 284–289 (1968)
- Donald W. Stauffer: Mind, muscle & motion: Studies of instrumental performing & conducting, Stauffer Press, 1988, 207 p.
- Donald W. Stauffer: Popular misconceptions about instrumental theory and technique: and other published articles on the technique, theory, and philosophy of music, Stauffer Press, 1998, ISBN 1-929263-04-X